# Stefan Beuse
Stefan Beuse (Münster, 31 de enero de 1967) es un escritor alemán. 

## Biografía
Stefan Beuse trabajó tras el Abitur en diferentes publicaciones como Die Zeit o Die Welt. Ha recibido varios premios literarios como el Literaturförderpreis der Stadt Hamburg. 
Vive con su familia en Hamburgo.  

## Obra
- Wir schießen Gummibänder zu den Sternen, Leipzig: Reclam 1997
- Kometen, Köln: Kiepenheuer und Witsch 2000
- Gebrauchsanweisung für Hamburg, München: Piper 2001
- Die Nacht der Könige, München: Piper 2002
- Meeres Stille, München: Piper 2003
- Lautlos – sein letzter Auftrag, Frankfurt am Main: Fischer-Taschenbuch-Verlag 2004
- Alles was du siehst, München: Beck 2009